# Блекер, Эппи
Эппи Блекер (нидерл. Eppie Bleeker, род. 5 мая 1949 года, муниципалитет Фриске Маррен, Нидерланды) — нидерландский конькобежец; 2-кратный бронзовый призёр чемпионата мира, 2-кратный чемпион Нидерландов и 3-кратный призёр чемпионата Нидерландов в спринтерском многоборье.

## Биография
Эппи Блекер, сын парикмахера, родился в деревне Хег, муниципалитета Юго-Западный Фрислан, но вырос в Болсварде, где и начал кататься в конькобежном клубе.. В 1967 году, в возрасте 17 лет он впервые участвовал на юниорском чемпионате Нидерландов, и через год переехал в Херенвен, где стал заниматься в местном клубе. В 1970 году Блекер занял 4-е место на чемпионате Нидерландов в спринтерском многоборье вслед за Йосом Валентейном, а в 71-м стал бронзовым призёром. 
В 1972 году был приглашён в основную команду Нидерландов (KNSB), где специализировался в беге на короткие дистанции, так как спринтеров в стране не хватало. Летом 1972 года была наспех создана Профессиональная ассоциация ISSL, в которую перешли многие любительские спортсмены. Они были немедленно отстранены от участия во всех соревнованиях под флагом ISU или Национальной ассоциации. Однако Эппи, как и Йос Валентейн не примкнул к ним и получил шанс. 
В 1973 году 23-летний Блекер вновь был третьим на чемпионате страны, а следом дебютировал на чемпионате мира в спринтерском многоборье в Осло, где сразу же завоевал бронзовую медаль, вслед за Йосом Валентейном и советским чемпионом Валерием Муратовым. В 1974 году он впервые выиграл спринт на чемпионате Нидерландов и вновь стал третьим на чемпионате мира в спринтерском многоборье в Инсбруке.
В 1975 году Блекер занял 1-е место на чемпионате страны в спринте, и участвовал на чемпионате мира в спринтерском многоборье, где шёл в призы, попав дважды на подиум на дистанции 1000 м, но 500-метровки обе подвели, в итоге только 7-е место. В январе 1976 года в Гронингене он участвовал в отборе на олимпиаду в Австрии, но согласился на временную работу в школе в Яуре и не попал на игры. В 1977 году стал третьим на чемпионате Нидерландов и на домашнем чемпионате мира в спринтерском многоборье в Алкмаре занял 7-е место. В 1978 и 1979 годах Блекер неудачно выступил на чемпионате Нидерландов в спринте и решил завершить карьеру. 

## Личная жизнь и тренерская карьера
Эппи Блекер женился в феврале 1973 года на девушке по имени Сьолли. В 1977 году у них родился сын Герт-Ян. В 1977 году Бликер, наконец, выбрал социальную карьеру. Сначала он был учителем, затем риэлтором. Менее чем через десять лет он вернулся к конькобежному спорту и стал тренером. Под его руководством были Ян Икема, Менно Булсма, Тьерк Терпстра, Герт Кёйпер. В 1991 году он привёл Герарда ван Велде в свою основную спринтерскую команду. Он с ним проработал один сезон и ушёл с поста тренера. В 2013 году дела со здоровьем пошли не так. Блекер, который уже был частично глухим, дважды перенёс инфаркт мозга. Сначала в Ваудсенде, где он проводит много свободного времени со своей женой, а затем в Яуре, где он преподавал в качестве заместителя учителя в общеобразовательной школе Борнего. Затем последовала трёхмесячная программа реабилитации. Он является членом FLAL, Фризского клуба бегунов на длинные дистанции, пешеходного клуба. Кроме того, он три раза в неделю гуляет с друзьями и раз в неделю посещает спортзал в Балке, муниципалитета Фриске Маррен, где и проживает с женой. В Нидерландах вручается приз Эппи Блекера, как великую и искреннюю дань уважения проигравшим в голландском спорте.